# Peter van Roye
Peter van Roye (* 30. Mai 1950 in Lingen (Ems)) ist ein ehemaliger deutscher Ruderer.
Er ist Bronzemedaillengewinner bei den Olympischen Spielen 1976 in Montreal. Zusammen mit seinem Partner Thomas Strauß startete er im Zweier ohne Steuermann und das deutsche Boot musste nur die Boote aus der DDR mit Bernd und Jörg Landvoigt und den USA mit Calvin Coffey und Michael Stains vor sich lassen. Neben seinem olympischen Erfolg belegte Peter van Roye auch den dritten Rang bei den Weltmeisterschaften 1974 im Vierer ohne Steuermann in Luzern auf dem Rotsee zusammen mit Klaus Jäger, Bernd Truschinski und Reinhard Wendemuth. Peter van Roye ist verheiratet, hat zwei Kinder und arbeitete bis zu seiner Pensionierung als Lehrkraft für die Fächer Erdkunde und Sport am Gymnasium Bersenbrück, wo er auch die Ruder-AG leitete. Zuvor war er als Lehrer an der Angelaschule in Osnabrück tätig.
Für den Gewinn der Bronzemedaille 1976 erhielt er von Bundespräsident Walter Scheel das Silberne Lorbeerblatt.